# ヨン・ソブリノ

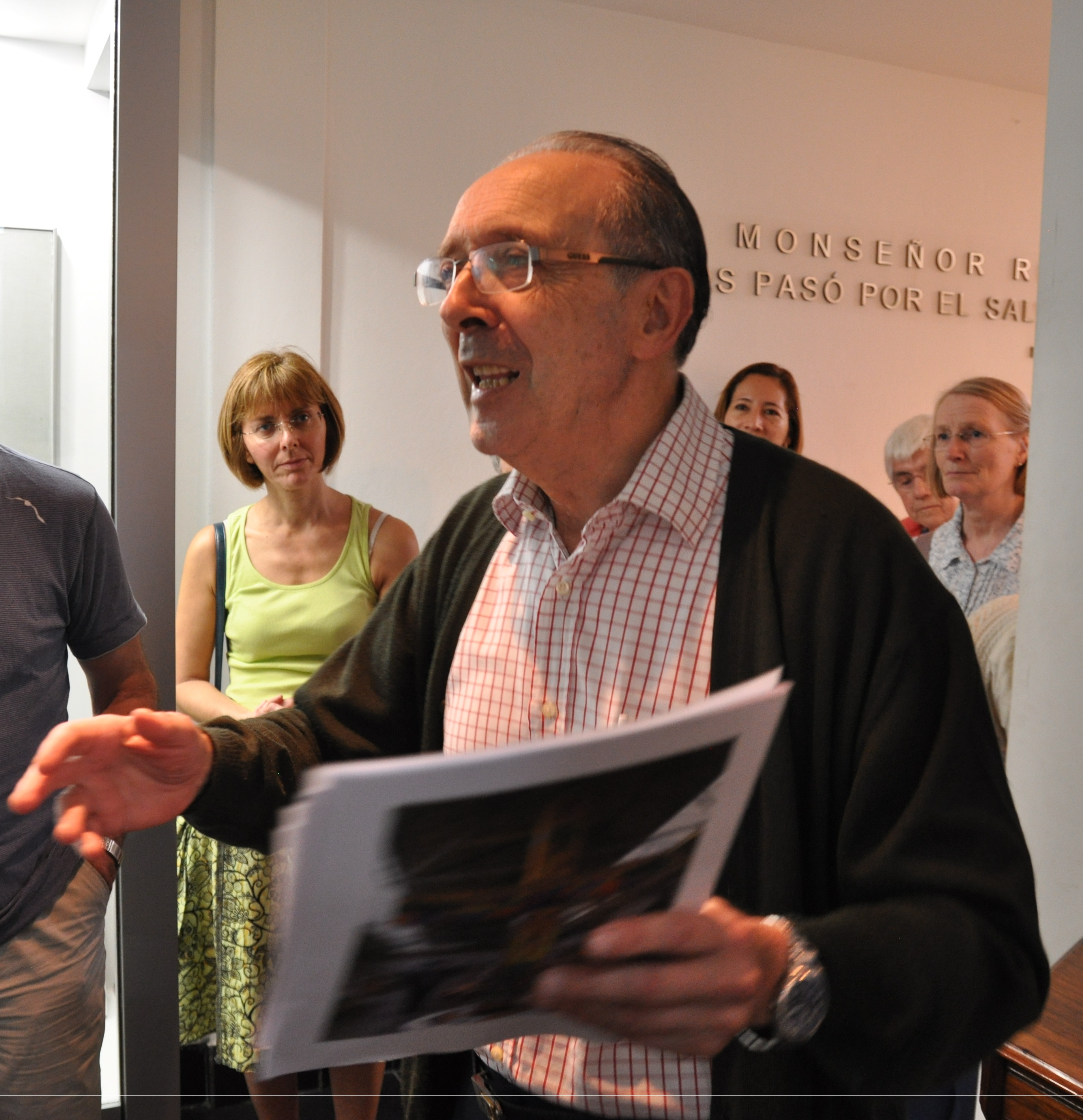
2013年のソブリノ

ヨン・ソブリノ S.J.（Jon Sobrino ヨンはバスク語読み。スペイン語読みではホン、英語読みでジョン。S.J.はイエズス会士の意。1938年12月27日 - ）は、スペイン出身のバスク系のイエズス会のカトリック司祭、解放の神学に貢献した神学者の1人。
ソブリノのキリスト教観において特徴的であるのは、初期の教会会議の文書を「限界があり危険」とし、イエズスの神性の教義は後に発達したとみる点である。このような教えは2007年3月、カトリック教理省から「誤りまたは危険であり、信仰者にとって有害」とされ、世界の注目を集めた。

## 司祭/神学
ソブリノはバルセロナのバスク系の家庭に生まれ、18歳の時にイエズス会に入った。1958年エルサルバドルに送られ、後米セントルイス大学で工学、フランクフルトで神学を学んだ。エルサルバドルに戻るとサンサルバドルで創立に携わったイエズス会のホセ・シメオン・カニャス中米大学 (UCA) で教えた。
1989年11月16日ソブリノはエルサルバドル政府による暗殺を免れた。軍の部隊が UCA の司祭館に押入って、イグナシオ・エリャクリア、セグンド・モンテス、フアン・ラモン・モレノ、イグナシオ・マルティン＝バロ、アマンド・ロペス、ホアキン・ロペス・イ・ロペスの6人の仲間のイエズス会の司祭と家政婦のエルバ・ラモスと15歳の娘セリーナ・ラモス母子を惨殺した時、ソブリノは偶然エルサルバドルから離れていた。約75,000人の市民が犠牲となった残忍なエルサルバドル内戦に解決をもたらすため、当時のイエズス会士は公然と当局を批判しており、そのために標的とされたものである。
ソブリノは初期教会の教会会議文書では「キリストに関して、厳密に言えば、このロゴスは、まだ（父と共存した）神であると言われていない」と述べ、「初め、イエスは神と言われておらず、神性は彼に適用される概念でなかった。これは信仰理解における考えうる一定の期間の後、ほぼ確実にエルサレム陥落の後に起こった」とみている。

## バチカンからの警告
ソブリノの教えに誤りが含まれるとしながら教理省は直接ソブリノを非難し、或は教職を禁止し、著作を禁止することを避けた。しかし、ソブリノとエルサルバドルを所管する司教であるサンサルバドルのフェルナンド・サンエス・ラカジェ大司教から神学の講義と UCA を含む大司教区内での教職を禁止され、著書の Nihil Obstat （無害証明）を取消された。ソブリノはイエス・キリストの人間性を強調しすぎており、キリストの神性を軽視しているとされた。
教理省は通知において、それが「神の人々、特に教会の単純で最も貧しい人々に」伝えられたことを強調し、また彼らが「キリストについての真実を知る権利」を強調して、その対応が介入する義務であるとした。通知は「人々の最初の貧困は、キリストを知らないことである」とするベネディクト16世の教説を前提としている。
通知ではソブリノ神父の誤った提起として、1) 著者が神学上の考慮の基礎を形成する方法論的な前提、2) イエス・キリストの神性、3) 神の子の受肉、4) イエス・キリストと神の国の関係、5) イエスの自己認識、6) 死の救済論的な意味、を挙げている。
バチカンがソブリノを誤りとする根本には、「『貧しい者の教会』をそのキリスト論の教会の『土台』として、その基本的な方針を打出す」傾向があることにある。しかしバチカンは「使徒的信仰のみがすべての世代を通して、大半の神学のキリスト論の教会的土台として伝えられてきた」と信じている。
バチカンがこれを十分な審査なしで、不当に行ったという批判に対して、バチカンは著者に問題を含むと思われる旨の声明を知らせた後に、3ヵ月後の回答期間を与えた上で通知を行ったと反論した。
そうであれ、いくつかの見解によれば、バチカンの通知は単にソブリノの著作に対する神学上の意見の寄集めであり、カトリック信徒はこの判断に賛同しなくとも自由であり、その信仰に対する全体的な誠実さを維持するものとみられる。この見解によれば、解放の神学に賛成する神学者の支持のため、ソブリノは長く貧しい者に仕える擁護者であり、彼のキリスト論はこれまでどんな形であれ正統でないと断言されはしなかった。2007年のバチカンの通知に関しても多数のカトリック機関と教授組織（例えばアメリカカトリック神学協会、カトリック神学ヨーロッパ協会とイギリスカトリック神学協会の多くの委員）はこの通知を不当で、神学上疑わしく、不必要であると宣言する声明を出した。同時に、そのような声明はソブリノ神父に対する彼らの支持を意味し、ソブリノが貧しい者に代わり、彼の神学上の洞察のためにした著作への莫大な評価を示している。

## 脚註
1. ↑  Catholic World News. “Liberation Theology Leader to be Disciplined?”.   EWTN News. 2007年3月9日閲覧。
2. ↑  The Congregation for the Doctrine of the Faith. “NOTA ESPLICATIVA ALLA NOTIFICAZIONE SULLE OPERE DI P. JON SOBRINO, S.I.”.   www.vatican.va. 2007年3月14日閲覧。

## 主な著作
- Resurrección de la verdadera Iglesia. Los pobres, lugar teológico de la eclesiología, 1984.
- Jesús en América Latina. Su significado para la fe y la cristología, 1985, 
  - Jesus in Latin America, Wipf & Stock Pub., Oct 2004, ISBN 1592449794
- Liberación con espíritu. Apuntes para una nueva espiritualidad, 1985. (Geist, der befreit: Anstösse zu einer neuen Spiritualität, 1989.
- Compañeros de Jesús. El asesinato-martirio de los jesuitas salvadoreños, 1989.
- Sterben muss, wer an Götzen rührt: das Zeugnis der ermordeten Jesuiten in San Salvador: Fakten und Überlegungen, 1990.
- Jesucristo liberador. Lectura histórico-teológica de Jesús de Nazaret, 1991.
- 山田経三 訳『エルサルバドルの殉教者』ラテン・アメリカ変革の解放の神学 柘植書房 1992年 ISBN 978-4806802662
- Santo Domingo 1992. IV. Generalversammlung der Lateinamerikanischen Bischofskonferenzen. Werden - Verlauf - Wertung, 1993.
- Befreiungstheologie als intellectus amoris (con Martin Maier), 1994.
- Mysterium Liberationis. Grundbegriffe der Theologie der Befreiung (con Ignacio Ellacuría), 1995/1996.
- Qué queda de la Teología de la Liberación?, 1997.
- La Iglesia samaritana y el Principio-Misericordia, 1998.
- La fe en Jesucristo: ensayo desde las víctimas, 1999.